# Клебаны
Клебаны (укр. Клебани) — село в Рава-Русской городской общине Львовского района Львовской области Украины.
Население по переписи 2001 года составляло 345 человек. Занимает площадь 16,7 км². Почтовый индекс — 80320. Телефонный код — 3252.